# 聂海胜
聂海胜（1964年10月13日—），男，汉族，湖北枣阳人。1983年6月入伍，1986年12月加入中国共产党。空军一级飞行员，现为中国人民解放军航天员大队特级航天员。2011年晋升专业技术少将，2014年6月至2021年任航天员大队第三任大队长（副军职）。
曾任2005年10月神舟六号双人任务操作手、2013年6月神舟十号三人任务指令长。2021年3月，获上海交通大学航空航天学院博士学位。2021年6月至9月，任神舟十二号三人任务指令长，在天宫空间站工作。

## 生平

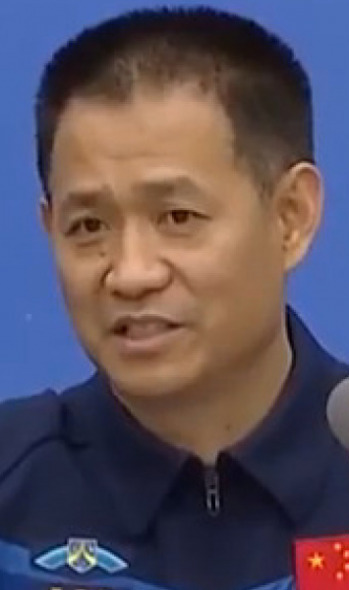
聂海胜近照（摄于2022年）

1980年聂海胜父親病逝，原本聂海胜打算退學，但因老師游說聶母，聂海胜方得以繼續學業。
1984年進空军长春飞行学院。
1989年6月12日首次駕戰鬥機單獨飛行，飞机出现機械故障，他拚死挽救飛機，在最後關頭才跳傘逃生，獲記三等功。曾任空军某师某团司令部领航主任，安全飞行1480小时，被评为空军一级飞行员。
1998年1月，正式成为中国首批航天员。
2003年9月，入选神舟五号飞行任务备份航天员。
2005年6月，入选神舟六号载人航天飞行乘组梯队成员，隶属总装，改为陆军。在神舟六号任务中，他在太空度过了自己41岁生日。
2005年10月12日和費俊龍搭乘神舟六号飞船进入太空，成为中国第二批进入太空的宇航员。
2008年5月，入选神舟七号飞行任务备份航天员。
2011年，获晋升为少将军衔。
2012年3月，入选神舟九号飞行任务备份航天员。
2013年6月11日，他参与神舟十号载人航天任务并担任指令长，成为继景海鹏之后的第二位中国再飞航天员，并且成为在天飞行时间最长的中国航天员。
2014年6月，接替费俊龙任中国人民解放军航天员大队大队长。2019年12月入选神舟十二号飞行任务乘组并担任指令长。
2021年3月，上海交通大学航空航天学院博士研究生毕业。
2021年6月17日，他参与神舟十二号载人航天任务并担任指令长，前往天宫空间站，成为继景海鹏之后的第二位三度飞天的中国航天员。
2021年8月20日，聂海胜和刘伯明进行了神舟十二号乘组的第二次空间站出舱活动，这是聂海胜首次进行舱外活动。
北京时间2021年9月17日13时34分，神舟十二号载人飞船返回舱在东风着陆场成功着陆，执行飞行任务的航天员聂海胜、刘伯明、汤洪波安全顺利出舱，身体状态良好。。

## 荣誉和奖项
- 2005年10月，执行神舟六号飞行任务，同年11月被中共中央、国务院、中央军委授予“英雄航天员”荣誉称号，并获“航天功勋奖章”。[1]

- 2013年6月，执行神舟十号飞行任务，担任指令长，同年7月，被中共中央、国务院、中央军委授予“二级航天功勋奖章”。[1]

- 小行星9517于1977年被发现，2005年后被发现者紫金山天文台申报命名为“聂海胜星”。

- 2021年6月，执行神舟十二号飞行任务，担任指令长，同年11月，被中共中央、国务院、中央军委授予“一级航天功勋奖章”[11]。

- 2022年7月27日，成为第二批八一勋章授勋者之一[12]。

## 家庭
聂海胜的妻子是聂捷琳，有一个女儿。
在执行神舟六号飞行任务前，聂海胜的母亲突发脑溢血陷入昏迷。聂海胜返乡探望母亲，在母亲的病床前，聂海胜的弟弟对他说：“哥，你放心地去执行航天任务，我们哥俩，一个尽忠，一个尽孝！”

## 执行任务
| 次序   | 任务名称   | 发射时间（UTC+8）        | 着陆时间（UTC+8）     | 运载火箭      | 对接       | 任务时长         | 舱外活动次数 | 舱外活动时长 |
| ------ | ---------- | ------------------------ | --------------------- | ------------- | ---------- | ---------------- | ------------ | ------------ |
| 1      | 神舟六号   | 2005年10月12日, 09:00:03 | 2005年10月17日, 04:32 | 长征二号F遥6  | N/A        | 4天19小时又31分  | N/A          | N/A          |
| 2      | 神舟十号   | 2013年6月11日, 17:38:02  | 2013年6月26日, 08:07  | 长征二号F遥10 | 天宫一号   | 14天14小时又29分 | N/A          | N/A          |
| 3      | 神舟十二号 | 2021年6月17日, 09:22:31  | 2021年9月17日, 13:34  | 长征二号F遥12 | 天宫空间站 | 92天4小时又11分  | 1            | 5小时55分钟  |
| 合计： | 合计：     | 合计：                   | 合计：                | 合计：        | 合计：     | 111天4小时又11分 | 1            | 5小时55分钟  |